# 2021 w literaturze
Wydarzenia literackie w 2021 roku.

## Wydarzenia
- Rok 2021 rokiem Stanisława Lema

## Proza beletrystyczna i literatura faktu

### Język polski
- Jacek Baczak – Zapiski z nocnych dyżurów [nowe wydanie] (Wydawnictwo Wolno)[1]
- Robert F. Barkowski – Włócznia (cykl: Powieść historyczna z czasów piastowskich, tom 1) (Wydawnictwo Novae Res)[2]
- Krzysztof Bartnicki – Myśliwice, Mysliwice (Instytut Mikołowski)[3]
- Bartek Biedrzycki – Po sezonie (Wydawnictwo IX)[4]
- Wojciech Chmielarz – Wilkołak (Wydawnictwo Marginesy)[5]
- Anna Ciarkowska – Dewocje (Wydawnictwo W.A.B.)[6]
- Anna Cieplak – Rozpływaj się (Wydawnictwo Literackie)[7]
- Wojciech Engelking – Serce pełne skorpionów (Wydawnictwo W.A.B.)[8]
- Magdalena Grzebałkowska – Wojenka. O dzieciach, które dorosły za wcześnie (Agora)[9]
- Ewa Jarocka – Skończyło się na całowaniu (Wydawnictwo papierwdole)[10]
- Ignacy Karpowicz – Cicho, cichutko (Wydawnictwo Literackie)[11]
- Dorota Kotas – Cukry (Wydawnictwo Cyranka)[12]
- Joanna Ostrowska – Oni. Homoseksualiści w czasie II wojny światowej (Krytyka Polityczna)[13]
- Mateusz Pakuła – Jak nie zabiłem swojego ojca i jak bardzo tego żałuję (Wydawnictwo Nisza)[14]
- Zośka Papużanka – Kąkol (Wydawnictwo Marginesy)[15]
- Edward Pasewicz – Pulverkopf (Wielka Litera)[16]
- Maciej Paterczyk – Czarny Bałtyk (Wydawnictwo Lira)[17]
- Krzysztof Pietrala – Story Jones (Meth)[18]
- Maciej Płaza – Golem (Wydawnictwo W.A.B)[19]
- Tymon Tymański – Sclavus (Wydawnictwo Części Proste)[20]
- Bartosz Sadulski – Rzeszot (Książkowe Klimaty)[21]
- Magdalena Salik – Płomień (Powergraph)[22]
- Maciej Siembieda – Kukły (Agora)[23]
- Andrzej Stasiuk – Przewóz (Wydawnictwo Czarne)[24]
- Marek Stelar – Sekta (Wydawnictwo Filia)[25]
- Katarzyna Surmiak-Domańska – Czystka (Wydawnictwo Czarne)[26]
- Jerzy Szperkowicz – Wrócę przed nocą. Reportaż o przemilczanym (Wydawnictwo Znak literanova)[27]
- Agnieszka Szpila – Heksy (Wydawnictwo W.A.B.)[28]
- Grzegorz Uzdański – Wypiór (Wydawnictwo Filtry)[29]
- Marcin Wicha – Kierunek zwiedzania (Wydawnictwo Karakter)[30]

### Tłumaczenia
- Selja Ahava – Rzeczy, które spadają z nieba (Taivaalta tippuvat asiat), przeł. Justyna Polanowska (Relacja)[31]
- António Lobo Antunes – Zadupia (Os Cus de Judas), przeł. Wojciech Charchalis (Noir sur Blanc)[32]
- Ta-Nehisi Coates – Między światem a mną (Between the World and Me), przeł. Dariusz Żukowski (Wydawnictwo Agora)[33]
- Jung Chang – Dzikie łabędzie. Trzy córki Chin, przeł. Bożena Umińska-Keff (Społeczny Instytut Wydawniczy „Znak”)[34]
- Cho Nam-Joo(inne języki) – Kim Jiyoung. Urodzona w 1982, przeł. Joanna Sobesto (Mando)[35]
- Iljas Churi – Dzieci getta. Mam na imię Adam, przeł. Hanna Jankowska (Wydawnictwo Karakter)[36]
- Tove Ditlevsen – Trylogia kopenhaska, przeł. Iwona Zimnicka (Wydawnictwo Czarne)[37]
- David Diop – Bratnia dusza (Frère d’âme), przeł. Jacek Giszczak (Wydawnictwo Cyranka)[38]
- Mariana Enríquez – Nasza część nocy (Nuestra parte de noche), przeł. Katarzyna Okrasko, Marta Jordan (Wydawnictwo Echa)[39]
- Bernardine Evaristo – Dziewczyna, kobieta, inna (Girl, Woman, Other), przeł. Aga Zano (Wydawnictwo Poznańskie)[40]
- Roxane Gay – Głód. Pamiętnik (mojego) ciała (Hunger: A Memoir of (My) Body), przeł. Anna Dzierzgowska (Wydawnictwo Cyranka)[41]
- Natalia Ginzburg – Słownik rodzinny, przeł. Anna Wasilewska (Wydawnictwo Filtry)[42]
- György Konrád – Kurator, przeł. Karolina Wilamowska (Fundacja Pogranicze)[43]
- Hwang Sun-mi – Kudłata, przeł. Edyta Matejko-Paszkowska, Sungeun Choi (Kwiaty Orientu)[44]
- Kazuo Ishiguro – Klara i Słońce (Klara and the Sun), przeł. Andrzej Szulc (Wydawnictwo Albatros)[45]
- Denis Johnson – Sny o pociągach (Train Dreams), przeł. Tomasz S. Gałązka (Wydawnictwo Czarne)[46]
- Mariana Leky(inne języki) – Sen o okapi, przeł. Agnieszka Walczy (Wydawnictwo Otwarte)[47]
- Hervé Le Tellier – Anomalia (L'anomalie), przeł. Beata Geppert (Wydawnictwo Filtry)[48]
- Valeria Luiselli – Archiwum zagubionych dzieci (Lost Children Archive), przeł. Jerzy Kozłowski (Wydawnictwo Pauza)[49]
- Fernanda Melchor – Czas huraganów, przeł. Katarzyna Sosnowska (Mova)[50]
- Ann Patchett – Dom Holendrów (The Dutch House), przeł. Anna Gralak (Znak Literanova)[51]
- Marieke Lucas Rijneveld – Niepokój przychodzi o zmierzchu (De avond is ongemak), przeł. Jerzy Koch (Wydawnictwo Literackie)[52]
- Vedrana Rudan – Taniec wokół słońca. Autobiografia (Ples oko Sunca), przeł. Marta Dobrowolska-Kierył (Drzewo Babel)[53]
- Carlos Ruiz Zafón – Miasto z mgły (La Ciudad de Vapor), przeł. Katarzyna Okrasko, Carlos Marrodán Casas (Muza)[54]
- Ango Sakaguchi(inne języki) – W lesie pod wiśniami w pełnym rozkwicie (Sakura no mori no mankai no shita), przeł. Karolina Bednarz (Tajfuny)[55]
- George Saunders – Sielanki, przeł. Michał Kłobukowski (Społeczny Instytut Wydawniczy „Znak”)[56]
- Ali Smith – Lato (Summer), przeł. Jerzy Kozłowski (Wydawnictwo W.A.B.)[57]
- Douglas Stuart – Shuggie Bain (Shuggie Bain), przeł. Krzysztof Cieślik (Wydawnictwo Poznańskie)[58]
- Tatiana Țîbuleac – Lato, gdy mama miała zielone oczy (Vara in care mama a avut ochii verzi), przeł. Dominik Małecki (Książkowe Klimaty)[59]
- Ocean Vuong – Wspaniali jesteśmy tylko przez chwilę (On Earth We're Briefly Gorgeous), przeł. Adam Pluszka (Wydawnictwo W.A.B.)[60]
- Kjell Westö – Niebo w kolorze siarki, przeł. Katarzyna Tubylewicz (Wydawnictwo Poznańskie)[61]
- Unica Zürn – Trąby jerychońskie, przeł. Małgorzata Łukasiewicz i Maryna Ochab (Wydawnictwo Drzazgi)[62]

## Eseje, szkice i felietony

### Język polski
- Marcin Dymiter – Notatki z terenu (Wydawnictwo Części Proste)[63]
- Andrzej Kopacki – 21 wierszy w przekładach i szkicach (Wydawnictwo Officyna)[64]
- Kacper Pobłocki – Chamstwo (Wydawnictwo Czarne)[65]
- Tomasz Szerszeń – Wszystkie wojny świata (Słowo/obraz terytoria, Instytut Sztuki Polskiej Akademii Nauk)[66]
- Przemysław Wielgosz – Gra w rasy. Jak kapitalizm wynalazł Innych, żeby podporządkować wszystkich (Wydawnictwo Karakter)[67]
- Aleksandra Zbroja – Mireczek. Patoopowieść o moim ojcu (Agora)[68]

### Tłumaczenia
- Rebecca Solnit – Matka wszystkich pytań (The Mother of All Questions), przeł. Barbara Kopeć-Umiastowska (Wydawnictwo Karakter)[69]

## Poezja

### Język polski
- Zuzanna Bartoszek – Klucz wisi na Słońcu (Wojewódzka Biblioteka Publiczna i Centrum Animacji Kultury w Poznaniu)[70]

- Szymon Bira – 1,1 (Convivo)[71]
- Urszula Honek – Zimowanie (Wojewódzka Biblioteka Publiczna i Centrum Animacji Kultury w Poznaniu)[72]
- Jerzy Jarniewicz – Mondo cane (Biuro Literackie)[73]
- Emilia Konwerska – 112 (Wydawnictwo papierwdole)[10]
- Patryk Kosenda – Największy na świecie drewniany coaster (Fundacja Kontent)[74]
- Justyna Kulikowska – gift. z Podlasia (Wojewódzka Biblioteka Publiczna i Centrum Animacji Kultury w Poznaniu)[75]
- Małgorzata Lebda – Mer de Glace (Wydawnictwo Warstwy)[76]
- Zbigniew Machej – 2020 (Stowarzyszenie Pisarzy Polskich)[77]
- Kira Pietrek – Czeski zeszyt (Biuro Literackie)[78]
- Dariusz Sośnicki – Po domu (Biuro Literackie)[79]
- Leszek Szaruga – Mucha (Convivo)[80]
- Mateusz Żaboklicki – Nucić (Stowarzyszenie Pisarzy Polskich Oddział w Łodzi, Dom Literatury)[81]

### Tłumaczenia
- Ján Ondruš – Przełykanie włosa (wybór), przeł. Zbigniew Machej (Biuro Literackie)[82]
- Wasyl Słapczuk – Nowiutki rower starych binokli, przeł. Bohdan Zadura (Państwowy Instytut Wydawniczy)[83]
- Ivan Wernisch – Pernambuco (Pernambuco), wybór, przekład i posłowie Leszek Engelking (Biuro Literackie)[84]

## Prace naukowe i biografie

### Język polski
- Artur Domosławski – Wygnaniec. 21 scen z życia Zygmunta Baumana (Wielka Litera)[85]
- Agnieszka Gajewska – Stanisław Lem. Wypędzony z wysokiego zamku (Wydawnictwo Literackie)[86]

## Zmarli
- 1 stycznia – Dorota Filipczak, polska filolożka angielska, poetka (ur. 1963)
- 2 stycznia – Neelamperoor Madhusoodanan Nair, indyjski poeta i pisarz piszący w języku malajalam (ur. 1936)
- 7 stycznia
  - Wawrzyniec Podrzucki, polski pisarz science fiction (ur. 1962)
  - Carlos Rasch, niemiecki pisarz s-f (ur. 1932)
- 11 stycznia – Arkadiusz Pacholski, polski historyk, pisarz, dziennikarz (ur. 1964)
- 21 stycznia – Jean Graton, francuski twórca komiksów (ur. 1923)
- 22 stycznia – Henryk Jerzy Chmielewski, polski twórca komiksów (ur. 1923)
- 24 stycznia
  - Andrzej Ostromęcki, polski poeta (ur. 1942)
  - Marcel Uderzo, francuski autor komiksów (ur. 1933)
  - Zbigniew Zielonka, polski prozaik, eseista, publicysta i scenarzysta telewizyjny (ur. 1929)
- 26 stycznia – Lars Norén, szwedzki dramaturg, nowelista i poeta (ur. 1944)
- 1 lutego – Marian Piotr Rawinis, polski pisarz i dziennikarz (ur. 1953)
- 3 lutego – Marko Sosič, słoweński pisarz i reżyser (ur. 1958)
- 7 lutego – René-Victor Pilhes, francuski pisarz (ur. 1934)
- 8 lutego – Jean-Claude Carrière, francuski scenarzysta filmowy, pisarz, dramaturg (ur. 1931)
- 15 lutego – Zdzisław Najder, polski literaturoznawca (ur. 1930)
- 16 lutego – Irit Amiel, izraelska poetka, pisarka i tłumaczka (ur. 1931)
- 22 lutego – Lawrence Ferlinghetti, amerykański poeta (ur. 1919)
- 24 lutego – Philippe Jaccottet, szwajcarski poeta, eseista i tłumacz piszący po francusku (ur. 1925)
- 25 lutego – Arkadij Dawidowicz, rosyjski pisarz, aforysta (ur. 1930)
- 3 marca – Jerzy Limon, polski anglista, literaturoznawca, pisarz, tłumacz i teatrolog (ur. 1950)
- 7 marca – Jacek Łukasiewicz, polski poeta, krytyk literacki, historyk literatury (ur. 1934)
- 8 marca:
  - Djibril Tamsir Niane(inne języki), gwinejski historyk, dramaturg i literat (ur. 1932)
  - Norton Juster, amerykański autor książek dla dzieci (ur. 1929)
  - Christer Kihlman, fińsko-szwedzki pisarz (ur. 1930)
- 18 marca – Jerzy Prokopiuk, polski gnostyk, antropozof, pisarz-eseista, tłumacz literatury naukowej i pięknej (ur. 1931)
- 19 marca – Budge Wilson, kanadyjska pisarka, ilustratorka (ur. 1927)
- 21 marca:
  - Adam Zagajewski, polski poeta, eseista, powieściopisarz i tłumacz (ur. 1945)
  - Nawal as-Sadawi, egipska pisarka feministyczna (ur. 1931)
- 23 marca – Irena Vrkljan, chorwacka pisarka i tłumaczka (ur. 1930)
- 25 marca:
  - Beverly Cleary(inne języki), amerykańska pisarka, autorka książek dla dzieci (ur. 1916)
  - Larry McMurtry, amerykański powieściopisarz i eseista (ur. 1936)
  - Uta Ranke-Heinemann, niemiecka pisarka (ur. 1927)
- 2 kwietnia – Arthur Kopit, amerykański dramaturg, scenarzysta teatralny i filmowy (ur. 1937)
- 3 kwietnia – Guram Doczanaszwili, gruziński pisarz (ur. 1939)
- 5 kwietnia – Jolanta Horodecka-Wieczorek, polska pisarka, autorka bajek i baśni pisanych wierszem lub prozą (ur. 1947)
- 8 kwietnia – Stanisław Dziedzic, polski historyk literatury, publicysta, kulturoznawca (ur. 1953)
- 11 kwietnia – Justo Jorge Padrón, hiszpański poeta, eseista i tłumacz (ur. 1943)
- 18 kwietnia – Stefan Bratkowski, polski prawnik, dziennikarz, publicysta i pisarz (ur. 1934)
- 19 kwietnia – Emil Biela, polski poeta i prozaik (ur. 1939)
- 21 kwietnia – Shankha Ghosh, indyjski poeta i krytyk (ur. 1932)
- 24 kwietnia – Vytautas Bubnys, litewski pisarz, dramaturg, eseista (ur. 1932)
- 2 maja – Tadeusz Gajdzis, polski pisarz (ur. 1926)
- 4 maja – Ireneusz Krzysztof Szmidt, polski poeta (ur. 1935)
- 5 maja – Bożena Bednarek-Michalska, polska bibliotekarka (ur. 1957)
- 6 maja – Kentarō Miura, japoński mangaka (ur. 1966)
- 12 maja – Stanisław Kęsik, polski poeta, działacz społeczny i samorządowy (ur. 1958)
- 16 maja – Stanisław Andrzej Łukowski, polski poeta i prozaik (ur. 1940)
- 20 maja – Francisco Brines, hiszpański poeta (ur. 1932)
- 21 maja – Wojciech Kazimierz Gutowski, polski historyk literatury i krytyk literacki (ur. 1946)
- 23 maja – Eric Carle, amerykański autor i ilustrator książek dla dzieci (ur. 1929)
- 4 czerwca – Friederike Mayröcker, austriacka poetka (ur. 1924)
- 8 czerwca – Andrzej Kalinin, polski pisarz, publicysta (ur. 1933)
- 11 czerwca – Lucinda Riley, irlandzka pisarka (ur. 1965)
- 13 czerwca – Nikita Mandryka, francuski rysownik komiksów (ur. 1940)
- 19 czerwca – Wojciech Kuczkowski, polski poeta, prozaik, eseista i reportażysta (ur. 1930)
- 29 czerwca – Delia Fiallo, kubańska pisarka (ur. 1924)
- 9 lipca:
  - Leonard Neuger, polski slawista i tłumacz (ur. 1947)
  - Dżihan as-Sadat, egipska literaturoznawczyni (ur. 1933)
- 15 lipca – William F. Nolan, amerykański pisarz science fiction i fantasy (ur. 1928)
- 17 lipca – Ryszard Antoniszczak, polski i szwedzki pisarz i artysta plastyk (ur. 1947)
- 20 lipca – Vita Andersen, duńska pisarka (ur. 1942)
- 21 lipca – Dariusz Dyrda, polski pisarz, dziennikarz i samorządowiec (ur. 1964)
- 23 lipca – Andrzej Biernacki, polski krytyk literacki, felietonista, badacz i historyk literatury współczesnej (ur. 1931)
- 26 lipca – Wiktor Bukato, polski tłumacz i wydawca literatury fantastycznonaukowej (ur. 1949)
- 27 lipca – Mo Hayder, brytyjska pisarka (ur. 1962)
- 28 lipca – Roberto Calasso, włoski pisarz, eseista i wydawca (ur. 1941)
- 4 sierpnia
  - Karl Heinz Bohrer, niemiecki literaturoznawca, krytyk literacki, myśliciel i publicysta (ur. 1932)
  - Padma Sachdev(inne języki), indyjska poetka i pisarka (ur. 1940)
- 1 sierpnia – Maria Straszewska polska historyczka literatury zajmująca się literaturą polską XIX wieku (ur. 1919)
- 8 sierpnia – Jaan Kaplinski, estoński poeta, filozof i krytyk (ur. 1941)
- 10 sierpnia – Mirjana Stefanović(inne języki), serbska pisarka (ur. 1939)
- 12 sierpnia – Andrzej Salnikow, polski poeta, dziennikarz, filozof, animator i menedżer kultury (ur. 1960)
- 13 sierpnia – Lech M. Jakób, polski poeta, powieściopisarz, aforysta (ur. 1953)
- 17 sierpnia – Ágnes Hankiss, węgierska polityk i pisarka (ur. 1950)
- 18 sierpnia
  - Jill Murphy, brytyjska pisarka, twórczyni literatury dla dzieci (ur. 1949)
  - Stephen Vizinczey, węgierski pisarz i krytyk literacki (ur. 1933)
- 19 sierpnia – Alina Słapczyńska, polska reportażystka (ur. 1922)
- 20 sierpnia – Gaia Servadio(inne języki), włoska pisarka (ur. 1938)
- 23 sierpnia – Gunilla Bergström, szwedzka pisarka, ilustratorka i dziennikarka (ur. 1942)
- 26 sierpnia – Aleś Razanau, białoruski poeta (ur. 1947)
- 27 sierpnia – L. Neil Smith, amerykański pisarz science fiction (ur. 1946)
- 2 września – Isabel da Nóbrega(inne języki), portugalska pisarka (ur. 1925)
- 8 września
  - Barbara Mazurkiewicz, polska poetka (ur. 1954)
  - Mieczysław Szargan polski poeta, prozaik, aktor, reżyser teatralny oraz redaktor (ur. 1933)
- 11 września – Józef Korpanty polski filolog klasyczny, znawca literatury i kultury antycznej (ur. 1941)
- 17 września – Alfonso Sastre, hiszpański dramaturg (ur. 1929)
- 18 września:
  - Aquilino Duque(inne języki), hiszpański pisarz i poeta (ur. 1931)
  - Paweł Soszyński, polski pisarz, kulturoznawca, krytyk teatralny (ur. 1979)
- 22 września:
  - Odile Caradec(inne języki), francuska poetka (ur. 1925)
  - Ulf Nilsson, szwedzki pisarz, autor książek dla dzieci i młodzieży (ur. 1948)
- 23 września – Kjell Askildsen, norweski pisarz (ur. 1929)
- 24 września
  - Jorge Velasco Mackenzie(inne języki), ekwadorski pisarz (ur. 1949)
  - Staffan Skott, szwedzki pisarz, dziennikarz i tłumacz (ur. 1943)
- 28 września – Piotr Bratkowski, polski poeta, krytyk literacki, publicysta (ur. 1955)
- 5 października – Ivo Barroso(inne języki), brazylijski poeta, pisarz i tłumacz (ur. 1929)
- 13 października – Gary Paulsen, amerykański pisarz i podróżnik (ur. 1939)
- 14 października:
  - Antoni Smuszkiewicz, polski polonista, badacz polskiej fantastyki naukowej (ur. 1938)
  - Ivo Štivičić(inne języki) – chorwacki dramatopisarz (ur. 1936)
- 16 października – Jerzy Korczak, polski pisarz, prozaik i satyryk (ur. 1927)
- 17 października
  - Anders Bodelsen, duński pisarz (ur. 1937)
  - Brendan Kennelly(inne języki), irlandzki poeta i pisarz (ur. 1936)
- 21 października – Anđelko Vuletić, jugosłowiański poeta i pisarz (ur. 1933)
- 23 października – Sirkka Turkka, fińska poetka i pisarka (ur. 1939)
- 28 października – Miklós Zelei(inne języki), węgierski poeta i pisarz (ur. 1948)
- 31 października – Dogan Akhanli, niemiecki pisarz tureckiego pochodzenia (ur. 1957)
- 1 listopada – Bogusława Latawiec, polska poetka, prozaiczka, krytyczka literacka (ur. 1939)
- 2 listopada – Anna Bukowska, polska eseistka i krytyk literacki (ur. 1930)
- 6 listopada
  - Andrzej Górny, polski pisarz i krytyk literacki (ur. 1933)
  - Raúl Rivero(inne języki), kubański poeta i literat (ur. 1945)
- 7 listopada – Irena Frisch, polsko-żydowska pisarka (ur. 1931)
- 13 listopada – Wilbur Smith, brytyjski prozaik (ur. 1933)
- 17 listopada – Jacques Hamelink, holenderski poeta, prozaik, krytyk literacki (ur. 1939)
- 20 listopada – Aleksander Rowiński, polski pisarz, wydawca, reportażysta (ur. 1931)
- 21 listopada – Robert Bly, amerykański poeta i pisarz (ur. 1926)
- 22 listopada – Noah Gordon, amerykański pisarz (ur. 1926)
- 23 listopada – Andrew Vachss, amerykański autor kryminałów (ur. 1942)
- 30 listopada – Marie-Claire Blais, kanadyjska poetka i powieściopisarka (ur. 1939)
- 2 grudnia – Stefan Połom, polski poeta i prozaik (ur. 1938)
- 6 grudnia – Zbigniew Ryndak, polski dziennikarz i prozaik (ur. 1935)
- 11 grudnia – Anne Rice, amerykańska pisarka (ur. 1941)
- 12 grudnia – Margareta Ekström, szwedzka pisarka, tłumaczka, krytyk literacki (ur. 1930)
- 15 grudnia – bell hooks amerykańska pisarka i poetka (ur. 1952)
- 17 grudnia
  - Eve Babitz, amerykańska pisarka i dziennikarka, jedna z pierwszych it-girls (ur. 1943)
  - Maria Rydlowa, polska historyk literatury (ur. 1924)
- 20 grudnia – Mieczysław Machnicki, polski poeta i prozaik (ur. 1943)
- 22 grudnia – Thomas Kinsella, irlandzki poeta (ur. 1928)
- 23 grudnia – Joan Didion, amerykańska dziennikarka, eseistka, powieściopisarka i scenarzystka (ur. 1934)
- 24 grudnia – Birgit Vanderbeke(inne języki), niemiecka pisarka (ur. 1956)
- 27 grudnia – Keri Hulme, nowozelandzka pisarka (ur. 1947)
- 30 grudnia – Jacek Durski, polski poeta, prozaik, rzeźbiarz i malarz (ur. 1943)

## Nagrody
- Astrid Lindgren-priset – Ylva Karlsson
- Berliner Literaturpreis – Monika Rinck(inne języki)[87]
- Bokhandlerprisen – Abid Raja(inne języki) za Min skyld - En historie om frigjøring
- Deutscher Buchpreis – Antje Rávic Strubel za Blaue Frau
- Literacka Nagroda Europy Środkowej „Angelus” – Kateryna Babkina za Nikt tak nie tańczył, jak mój dziadek (tłum. Bohdan Zadura)
- Literacka Podróż Hestii - Katarzyna Ryrych za Lato na Rodos
- Międzynarodowa Nagroda Literacka im. Zbigniewa Herberta – Yusef Komunyakaa
- Nagroda Camõesa – Paulina Chiziane
- Nagroda Doblouga – laureaci szwedzcy: Arne Johnsson(inne języki), Staffan Söderblom(inne języki); laureaci norwescy: Kjartan Hatløy(inne języki), Mona Høvring(inne języki)
- Nagroda Goncourtów – Mohamed Mbougar Sarr za powieść La Plus Secrète Mémoire des hommes
- Nagroda Jerozolimska – Julian Barnes
- Nagroda Literacka im. Astrid Lindgren – Jean-Claude Mourlevat(inne języki)
- Nagroda Literacka im. Juliana Tuwima – Ewa Kuryluk
- Nagroda im. Wisławy Szymborskiej – za rok 2019: Anna Adamowicz za tom Animalia, za rok 2020: Genowefa Jakubowska-Fijałkowska za tom Rośliny mięsożerne
- Nagroda Pulitzera w dziedzinie biografii i autobiografii – Les Payne i Tamara Payne za The Dead Are Arising: The Life of Malcolm X
- Nagroda Pulitzera w dziedzinie dramatu – Katori Hall za The Hot Wing King
- Nagroda Pulitzera w dziedzinie literatury faktu – David Zucchino za Wilmington’s Lie: The Murderous Coup of 1898 and the Rise of White Supremacy
- Nagroda Pulitzera w dziedzinie beletrystyki – Louise Erdrich(inne języki) za The Night Watchman
- Nagroda Pulitzera w dziedzinie poezji – Natalie Diaz(inne języki) za Postcolonial Love Poem
- Nagroda Renaudot – Amélie Nothomb za Premier Sang
- Nagroda Stregi – Emanuele Trevi(inne języki) za Due vite
- Nagroda Transatlantyk – Tokimasa Sekiguchi
- National Book Award w dziedzinie literatury pięknej – Jason Mott za Hell of a Book
- National Book Award w dziedzinie literatury faktu – Tiya Miles za All That She Carried: The Journey of Ashley’s Sack, a Black Family Keepsake
- National Book Award w dziedzinie poezji – Martín Espada za Floaters
- National Book Award w dziedzinie literatury młodzieżowej – Malinda Lo za Last Night at the Telegraph Club
- PEN/Diamonstein-Spielvogel Award – Barbara Ehrenreich za Had I Known: Collected Essays
- PEN/Faulkner Award – Deesha Philyaw za The Secret Lives of Church Ladies
- PEN/Hemingway Award – Kawai Strong Washburn za Sharks in the Time of Saviors
- Poznańska Nagroda Literacka – Nagroda im. Adama Mickiewicza: Jan Gondowicz; Stypendium im. Stanisława Barańczaka: Igor Jarek
- Prijs der Nederlandse Letteren – Astrid Roemer
- Prix Femina – Clara Dupont-Monod za S'adapter
- Prix Femina Étranger – Ahmet Altan za Madame Hayat
- Stella Prize – Evie Wyld za powieść The Bass Rock
- The Man Booker International Prize – David Diop wraz z tłumaczką Anną Moschovakis za At Night All Blood is Black
- The Man Booker Prize for Fiction – Damon Galgut za The Promise
- Women’s Prize for Fiction – Susanna Clarke za Piranesi